# 竜王

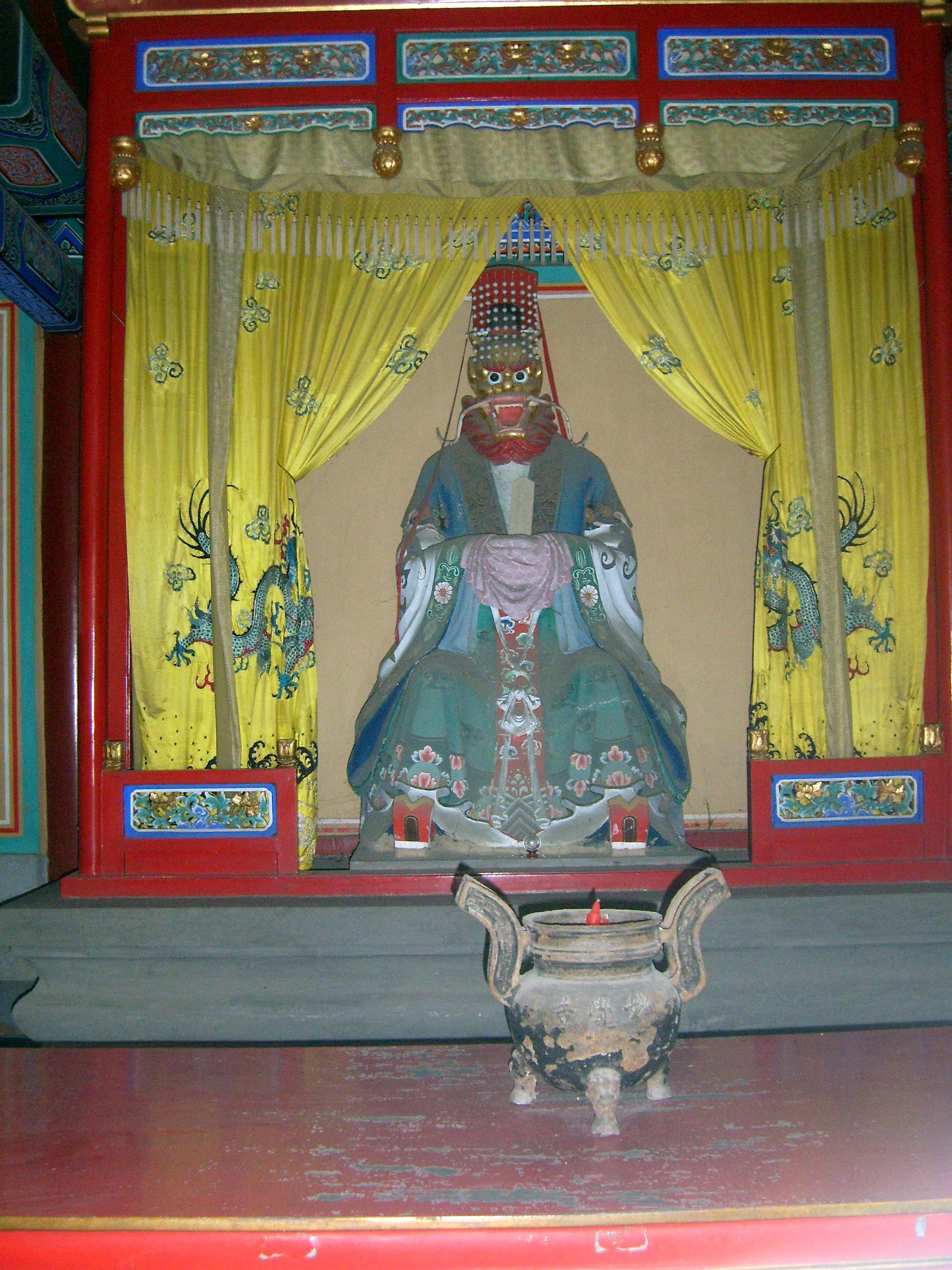
龍王像。北京頤和園にて。

龍王、竜王（りゅうおう）は、仏教における人面蛇身の半神ナーガの王（ナーガラージャ）。
または中国の想像上の神獣である龍がインドの影響を受けて人格化され王（封王）とされた神格。

## インド仏教における龍王

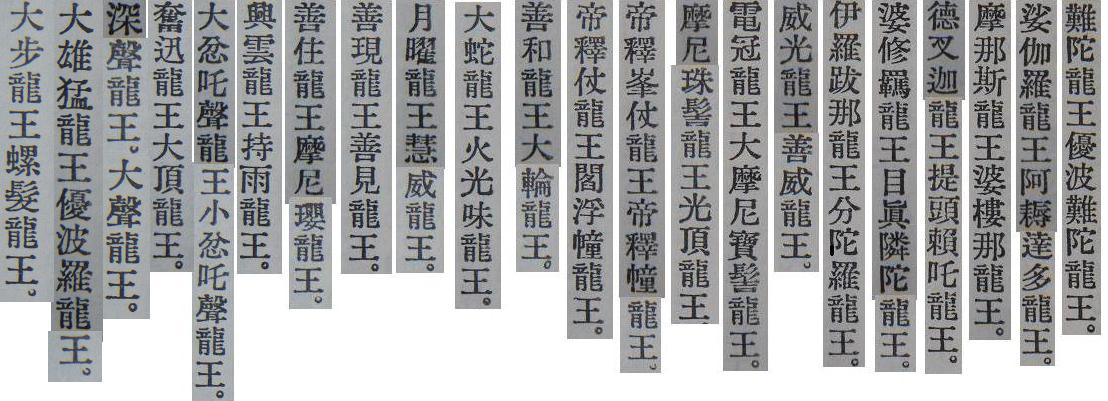
仏教における様々な龍王の名。

インドで古くから信仰されていた蛇神ナーガや蛇神王ナーガラージャの漢訳が「龍」「龍王」である。
ヒンドゥー教ではパーターラという地底界に棲むとされた。仏教においては仏法を守護する異類である天竜八部衆のうちに数えられ、仏法の守護にあたる半神と考えられた。人面蛇身として描かれる。
『法華経』には釈迦の説法を聴いた八尊の龍王が登場し、これを総称して八大龍王という。
中国学者の中野美代子は、龍王の語は竜族の頭（かしら）というよりも特定の地域に分封された王という意味合いが強い、と指摘している。龍王は特定の土地と結びついた存在であるとして、中野は玄奘の『大唐西域記』を引き合いに出している。

## 中国における龍王
中国の龍を人格化したものが龍王である。
中国の龍が水・雲・雨と関係するという観念は古く、先秦時代にはすでに水淵に棲むと記述され、前漢の『淮南子』にも龍が昇れば雲がおきるとされる。
仏教伝来の際は、インド古来の蛇神ナーガと中国の龍の水神が一致した、ゆえにこれらが共鳴したかたちで「龍王」として中国に広まったと考察される。中国の龍王が八大龍王との習合という解説もあるが、仏典、『仏説灌頂経』（4世紀）の例を取ればは五色龍（八ではない）を記載しており、中身も中国土着の五色龍を五方に祀るという慣習に由来する、と考察される。
唐代の頃には雨乞いの祭事として、東西南北中央の五つの方角の龍王である五方龍王に請雨祈願された。五龍王の祭祀は、現代においても南部の広東省や福建省に存続している。民間信仰では海龍王は津波を起こすといわれる。また、各地の河や湖に配された単一の龍王は、それぞれの土地の雨や天候を支配しているとされ、これを祀るようにもなった。龍王は池や井戸などにも龍王が棲んでいるともされている。
唐では五龍王が家屋の安宅、鎮墓の守護神の様相も成すようになった。これは土地公（ベトナムでは土公）信仰とも結びついている。
龍王はあるいは四海龍王、四天龍王のかたちもとる。四海龍王は、明代の演義作品（『封神演義』、『西遊記』）に言及され、それぞれ小説においての氏名が与えられている。
かつては中国のあちこちに龍王廟があり、民間の龍王信仰よりどころになっていた。農村では龍王に雨を祈願する祭祀が行われた。

### 龍から龍王の流れ
中国では、龍が雲・雨を司るという観念は前漢の頃にはすでに確立していた。それは『淮南子』および儒学文献等（前2世紀）からも窺知される。
ただ、中国で「龍」を「龍王」と呼称するようになったのは、ようやく漢訳仏典成立後（後漢、紀元1世紀）以後であり、「龍王」とはサンスクリットのナーガラージャの漢訳による、いわばインドからの輸入語というのが通説である。
中国の龍とは、古来の龍の観念と仏教の八大竜王や八部衆の一つである龍が習合したとする論旨もあるが、時系列でみると、そもそも中国の民間信仰（=道教）に五龍信仰が本質的にあったが（前漢、前2世紀）、中国に仏教伝来後（後漢、紀元1世紀）、「龍」を「龍王」とするインド輸入の名称がくわわり仏典に記されたが（晋代、4世紀）、龍王信仰の隆盛期がおこるのは、まだその先である（隋唐代）。

### 五方龍王
原形

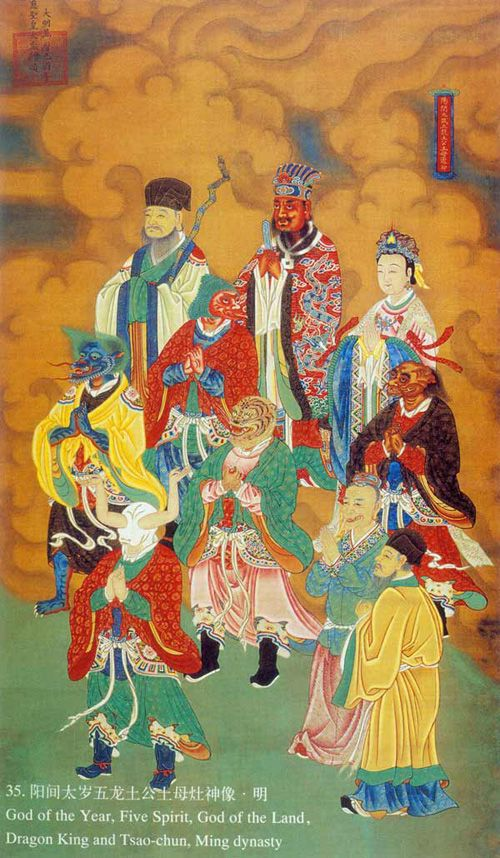
『陽間太歳五龍土公土母竈神像』(明代、1609年)－首都博物館蔵

そもそも五方と五色を結びつける考えは儒教の経書にすでにみえ、五色の龍（黄龍、青龍、赤龍、白龍、玄龍）『淮南子』墬形訓に、五方の聖獣配置（東の蒼龍（青龍を含む四方位の四獣にくわえ中央の黄龍）の記載が『淮南子』天文訓ににみられる。『春秋繁露』には五龍の土人形を用いた雨乞いの儀式が説明される（§請雨の術式参照）。
仏説灌頂経
こうした中国の俗信を源流として、竜を五方と五色にむすびつけた東方青龍、南方赤龍、西方白龍、北方黒
龍、中央黄龍の五方龍王があらわれるのは、魏晋以降の仏典、すなわち帛尸梨蜜多羅訳『仏説灌頂経』である。
東方には青龍神王（名は阿修訶/阿脩訶）がおり、配下に四十九龍王をしたがえ、それらが七〇万億の小龍や山精・雜魅をすべる。この文書はすなわち、人間を毒や病に侵すのは龍王の眷属である小龍や精のしわざであるが、ならばそれらを統括する龍王に平癒祈願せよという趣旨である。南方には赤龍神王（那頭化提）、西方には白龍神王（訶樓薩叉提/訶樓薩扠提）、北方には黒龍神王（那業提婁）、中央には黄龍神王（闍羅波提）がおり、同様にそれぞれ相当数の竜王、無数の小龍、魅鬼などが配置される。
太上洞淵神呪経
そののち漢訳仏典の影響もあり道教の経典（前述の『太上洞淵神呪経』。西晋の起筆とされるが編纂を得て隋唐期成立）にも天龍招来の降雨の呪法や、召喚された竜王の様々な呼称が記され、四海の龍王や中央の大水龍王の名もみえる。
安宅神呪経
上述したように土地公とむすびついた五龍王は、家屋や墓の守護神として信仰されてもいた。『安宅神呪経』によれば、呪はまた「白黒龍王 善子龍王 漚缽羅龍王 阿耨大龍王」らの名を唱え、結界呪文は「伽婆致 伽婆致 悉波呵 東方大神龍王」と唱えるという。
その他
道教においては、上述の『太上洞淵神呪経』のほかにも『請雨龍王経』（『太上洞淵說請雨龍王經』）や『大雨龍王経』（『太上元始天尊說大雨龍王經』）などの請雨経典に数多くの龍王の名が挙げられている。
唐代の孫思邈の医書『千金翼方』巻二十九に記載された呪文でも五方龍の名が唱えられる。
北宋の徽宗は、1110年に詔を発して青龍神、赤龍神、黄龍神、白龍神、黒龍神にそれぞれ広仁王、嘉沢王、孚応王、義済王、霊沢王の封号を与えた。道教研究者の窪徳忠は、このことから遅くとも12世紀頃までには東西南北中央に龍神がいるという信仰が確立したとしている。

#### 請雨の術式
中国民間の五色の龍の祭祀については、前漢の董仲舒の著とされる『春秋繁露』「求雨篇」に、神壇には五つの季節ごとに色の異なる（蒼赤黄白黒の）土製の大龍と小龍を、五方（東南央西北田）に並べて龍を祀ると、具体的な雨乞いの作法が記される。
こうした民間の祈雨儀礼とし、のちの道教に取り入れられた。道教や仏教の経典に反映されたのは魏晋時代であるが、龍王信仰が隆興したのは隋唐時代である。唐の密教の請雨修法も、結局は中国土着の龍信仰・雨乞いが影響している。
例えば唐代の成立とされる阿地瞿多訳『陀羅尼集経』巻十一の「祈雨壇法」は、壇の四方に泥で作った龍王像を置き、壇の内外に泥の小龍を多数置くと説いており、このような密教の修法は、前述の『春秋繁露』に記された土で造った大龍・小龍を置くという雨乞いの方法を受け継いでいると道教研究者坂出祥伸は指摘する。
この密教の祈雨修法では、請雨経曼荼羅に八大龍王が描かれていると指摘されているが、そのじつ2帖の曼陀羅が使われるのであり、立て掛ける「懸曼荼羅」（大曼荼羅）は、釈迦・八大龍王・十千龍王・菩薩らの構図であり（『大雲輪請雨経』に所依）、「敷曼荼羅」は五大龍王（一・三・五・七・九頭[九首]の龍王）を描いたもの（『陀羅尼集経』に所依）が使われる。
だが五龍王信仰は、仏教で八の数や十二の数を神聖とする考えに圧迫されて次第に衰退したという考察がある。換言すれば中国仏教で正典重視の風潮が起こり、いわゆる雑密に所依する五方の龍王が排されるようになった。

### 四海の神と龍王
中国では、龍神信仰が盛んになると四方の海に龍王がいるとされ、これを四海龍王と呼ぶようになった。古くは唐の玄宗が、751年に四海の神を封じてそれぞれ広徳王（東海）、広利王（南海）、広潤王（西海）、広沢王（北海）の称号を授けている。中野美代子は、玄宗が王に封じたこれらの海神が当時から龍王のイメージを伴うものであったかどうか明らかでないと指摘しながらも、特定の区域を支配する龍王の観念はこのあたりから起こったのではないかと推察している。清の雍正帝は1724年に四海の龍王に封号を下賜した。
| 四海 | 海神の賜号の一例 | 『西遊記』における竜王名 | 『封神演義』における竜王名 |
| ---- | ---------------- | ------------------------ | -------------------------- |
| 東海 | 広徳王           | 敖広                     | 敖光                       |
| 南海 | 広利王           | 敖欽                     | 敖明                       |
| 西海 | 広潤王           | 敖閏                     | 敖順                       |
| 北海 | 広沢王           | 敖順                     | 敖吉                       |

## 日本の龍神・龍王
日本でも龍神・龍王は水を司る水神とされた。龍宮様とも呼ばれる。日本の龍神信仰においては中国伝来の龍と日本の水神・蛇信仰が習合しており、龍王と蛇神とが混交されていることも多い。龍神の棲むとされる淵や龍神池で雨乞いが行われたり、漁村では龍神祭で龍宮の神を祀って豊漁を祈願するなど、農耕や漁業に関わりのある神格である。
空海が善如龍王を勧請したという故事のある神泉苑では、平安時代中期から、密教の祈雨修法のほかに五龍王を祀る陰陽道の五龍祭も行われた。
また五方龍の祭礼（五龍祭）は陰陽師によって平安時代として執り行われており、10-11世紀頃を最盛期とする。

### 盤牛王と五帝五龍王
日本の陰陽道書『簠簋内伝金烏玉兎集』巻二は、中国の盤古神話や仏教の教義を借りて、宇宙開闢の巨人神である盤牛王から十干十二支といった暦世界の構成要素が展開していくという創世神話を説いている。この中に五行神として登場するのが五帝五龍王である。盤牛王は5人の妻にそれぞれ青帝青龍王、赤帝赤龍王、白帝白龍王、黒帝黒龍王、黄帝黄龍王を生ませ、その五帝五龍王の各々が十干・十二支といった王子をもうけたと物語っている。版本によっては黄帝黄龍王に異説あり、それによると盤牛王の5人目の子である天門玉女妃は48人の王子を生んだ後、男子に変じて黄帝黄龍王となり、王子たちとともに四龍王に戦いを挑んだ結果、四季土用の72日を領することになったという。

### 十二天将
日本では、六壬神課の十二天将の一つである勾陳は金色の蛇とされ、黄色は中央を守る色であり京都の中心を守るとされる。ただし、中国の黄龍は5本の爪があり皇帝の象徴とされるが、十二天将ではそのような要素は一切ない。また、十二天将の中には青龍・朱雀・白虎・玄武の四神も入っている。

### 神楽における竜王
日本に伝わる神楽の曲目の一つに「五龍王」などと呼ばれるものがある。例えば広島県では、安芸十二神祇（5演目「五刀」）で行なわれる「五龍王」があり、広島県無形民俗文化財に指定されている。相続をめぐり四龍王と戦う龍王という話である。

## その他
クジラ（鯨神）を崇める文化は古代中国や韓国やベトナム等沿岸部に存在し、後に仏教由来の竜王伝承と迎合した可能性がある。

## 補注
1. ↑  中国の龍とは異なり、コブラが元になっているが。
2. ↑  『大唐西域記』にはインド各地にその土地の竜王伝承があったことを窺わせる記述がいくつかあり、例えば巻三には、大城〔タクシラ、パキスタンのラーワルピンディーの近く〕の西北七十余里にエーラーパットラ竜王の池があり、土地の人は雨や晴を祈る際に必ずその池に行ったと記されている[5]。
3. ↑  帛尸梨蜜多羅『仏説灌頂経』。ただし偽経とされる。以下詳述。
4. ↑  題には五龍とあるが、眼窩から手が伸びるのは陽間太歳すなわち楊任 (封神演義)（中国語版）であり、青龍・虎・朱雀など四神を配した図なのがあきらかである[19]。
5. ↑  "方角と色彩と龍王とを組み合わ"五方龍王だと明記される仏典では、門田の知る限りこれが唯一例[30]。朝鮮半島をみれば『仏説地心陀羅尼経』の「五龍王」は五方龍神（五方龍王）のことだと張はしており、龍王には五色の幣帛がささげられたと文中に見える[33]。
6. ↑  前半十巻は東晋末～劉宋だが、ぜんたいとしては隋唐朝時代に成立。